# Histoire phonologique du français
Le français présente peut-être les changements phonétiques les plus étendus (par rapport au latin) de toutes les langues romanes. Des changements similaires sont observés dans certaines des langues régionales du nord de l'Italie, telles que le lombard ou le ligure. La plupart des autres langues romanes sont nettement plus conservatrices phonétiquement, l'espagnol, l'italien et surtout le sarde montrant le plus de conservatisme et le portugais, l'occitan, le catalan et le roumain montrant un conservatisme modéré.
Le français montre également d'énormes changements phonétiques entre la période de l'ancien français et la langue moderne. L'orthographe, cependant, n'a guère changé, ce qui explique les grandes différences entre l'orthographe et la prononciation actuelles. Certains des changements les plus profonds ont été :
- La perte de presque toutes les consonnes finales.
- L'élision occasionnelle de la finale /ə/, qui a causé de nombreuses consonnes nouvellement finales.
- La perte de l'accent autrefois fort qui avait caractérisé la langue tout au long de son histoire et déclenché de nombreux changements phonétiques.
- Des transformations importantes dans la prononciation des voyelles, en particulier des voyelles nasales.

Seuls quelques-uns des changements se reflètent dans l'orthographe, qui correspond généralement à la prononciation de vers 1100–1200 (la période de l'ancien français) plutôt qu'à la prononciation moderne.
Cette page documente l'histoire phonologique du français d'un point de vue relativement technique. Voir aussi Histoire de la langue française pour une introduction moins technique.

## Aperçu
Une profonde mutation du latin parlé très tardif (le latin vulgaire, l'ancêtre de toutes les langues romanes) a été la restructuration du système vocalique du latin classique. Le latin avait treize voyelles distinctes : dix voyelles pures (versions longues et courtes de a, e, i, o, u) et trois diphtongues (ae, oe, au). Ce qui est arrivé au latin vulgaire est présenté dans le tableau.
Essentiellement, les dix voyelles pures ont été réduites aux sept voyelles /a ɛ e i ɔ o u/ et la quantité vocalique (la longueur des voyelles) n'était plus un trait distinctif. Les diphtongues ae et oe correspondent respectivement à /ɛ/ et /e/. Au a été conservé, mais diverses langues (y compris l'ancien français) l'ont finalement transformé en /ɔ/ après que le /ɔ/ original ait été victime de modifications supplémentaires[réf. nécessaire].
| Forme du verbe "chanter" | Latin     | Proto-gallo-romand[réf. nécessaire] | Ancien français | Ancien français | Français moderne | Français moderne |
| Forme du verbe "chanter" | Latin     | Proto-gallo-romand[réf. nécessaire] | orthographe     | prononciation   | orthographe      | prononciation    |
| ------------------------ | --------- | ----------------------------------- | --------------- | --------------- | ---------------- | ---------------- |
| Infinitif                | cantare   | */kanˈtaːre/                        | chanter         | /tʃanˈtæɾ/      | chanter          | /ʃɑ̃ˈte/          |
| Participe passé          | cantatum  | */kanˈtaːdo/                        | chanté(ṭ)       | /tʃanˈtæ(θ)/    | chanté           | /ʃɑ̃ˈte/          |
| Gérondif                 | cantandum | */kanˈtando/                        | chantant        | /tʃanˈtant/     | chantant         | /ʃɑ̃ˈtɑ̃/          |
| 1sg. indic.              | canto     | */ˈkanto/                           | chant           | /tʃant/         | chante           | /ʃɑ̃t(ə)/         |
| 2sg. indic.              | cantas    | */ˈkantas/                          | chantes         | /ˈtʃantəs/      | chantes          | /ʃɑ̃t(ə)/         |
| 3sg. indic.              | cantat    | */ˈkantad/                          | chanter(ṭ)      | /ˈtʃantə(θ)/    | chante           | /ʃɑ̃t(ə)/         |
| 1pl. indic.              | cantamus  | */kanˈtaːmos/                       | chantons        | /tʃanˈtuns/     | chantons         | /ʃɑ̃ˈtɔ̃/          |
| 2pl. indic.              | cantatis  | */kanˈtaːdes/                       | chantez         | /tʃanˈtæts/     | chantez          | /ʃɑ̃ˈte/          |
| 3pl. indic.              | cantant   | */ˈkantand/                         | chantent        | /ˈtʃantə(n)t/   | chantent         | /ʃɑ̃t(ə)/         |
| 1sg. subj.               | cantem    | */ˈkante/                           | chant           | /tʃant/         | chante           | /ʃɑ̃t(ə)/         |
| 2sg. subj.               | cantēs    | */ˈkantes/                          | chanz           | /tʃants/        | chantes          | /ʃɑ̃t(ə)/         |
| 3sg. subj.               | cantet    | */ˈkanted/                          | chant           | /tʃant/         | chante           | /ʃɑ̃t(ə)/         |
| 1pl. subj.               | cantémus  | */kanˈteːmos/                       | chantons        | /tʃanˈtuns/     | chantions        | /ʃɑ̃ˈtjɔ̃/         |
| 2pl. subj.               | cantétis  | */kanˈteːdes/                       | chantez         | /tʃanˈtæts/     | chantiez         | /ʃɑ̃ˈtje/         |
| 3pl. subj.               | cantent   | */ˈkantend/                         | chantent        | /ˈtʃantə(n)t/   | chantent         | /ʃɑ̃t(ə)/         |
| 2sg. imp.                | canta     | */ˈkanta/                           | chante          | /ˈtʃantə/       | chante           | /ʃɑ̃t(ə)/         |
| 2pl. imp.                | cantate   | */kanˈtaːde/                        | chantez         | /tʃanˈtæts/     | chantez          | /ʃɑ̃ˈte/          |

Les changements sonores complexes mais réguliers du français ont causé des irrégularités dans la conjugaison des verbes de l'ancien français, comme des radicaux accentués causés par la diphtongue historique (amer, aim, aimes, aime, aiment, mais amons, amez), ou la perte régulière de certains phonèmes (vivre, vif, vis, vit). Plus tard en français moderne, ces changements ont été limités à moins de verbes irréguliers. Le français moderne a également perdu la classe des verbes en -ier plutôt imprévisibles (résultant de l'éjection de /j/ dans le suffixe infinitif -āre, qui existe encore dans certaines langues d'oïl), ayant été remplacés par de simples verbes en -er plus -i à la place, comme dans manier, mais ancien français laissier → laisser.
La quantité vocalique est devenue automatiquement déterminée par la structure des syllabes, les syllabes ouvertes accentuées ayant des voyelles longues et les autres syllabes ayant des voyelles courtes. De plus, l'accent mis sur les syllabes accentuées est devenu plus prononcé en latin vulgaire qu'en latin classique. Cela avait tendance à rendre les syllabes non accentuées moins distinctes, tout en travaillant d'autres changements sur les sons des syllabes accentuées. Cela s'appliquait particulièrement aux nouvelles voyelles longues, dont beaucoup se sont divisées en diphtongues mais avec des résultats différents dans chaque langue fille.[réf. nécessaire]
L'ancien français a subi des altérations plus profondes de son système sonore que les autres langues romanes. La cassure des voyelles (?) est observée dans une certaine mesure en espagnol et en italien : le latin vulgaire focu(s), « feu » (en latin classique « foyer ») devient fuoco en italien et fuego en espagnol. En ancien français, cela allait encore plus loin que dans toute autre langue romane : des sept voyelles héritées du latin vulgaire, seul /i/ est resté inchangé dans les syllabes ouvertes accentuées :[réf. nécessaire]
- Le son du e court latin, évouant vers /ɛ/ en proto-roman, devient ie en ancien français (AF) : latin mel, « miel » > AF miel
- Le son du o court latin > proto-roman /ɔ/ > AF uo, plus tard ue : cor > cuor > cuer, « cœur »
- ē long et i court latins > proto-roman /e/ > AF ei : habēre > aveir, « avoir » ; cela devint plus tard /oi/ dans plusieurs mots, comme « avoir »
- ō long et u court latins > proto-roman /o/ > AF ou, plus tard eu : flōrem > flour, « fleur »
- latin a, ā > proto-roman /a/ > AF /e/, probablement par une étape intermédiaire /æ/ : mare > mer, « mer ». Ce changement caractérise également les langues gallo-italiques du nord de l'Italie (cf. bolonais [mɛːr]).

De plus, toutes les instances du ū long latin > Proto-Romance /u/ sont devenus /y/, la voyelle arrondie qui s'écrit u en français moderne. Cela s'est produit à la fois dans les syllabes accentuées et non accentuées, qu'elles soient ouvertes ou fermées.
Le au latin n'a pas partagé le sort de /ɔ/ ou /o/ : latin aurum > AF or, « or », et pas *œur ni *our . Le au latin doit avoir été conservé à l'époque où de tels changements affectaient le proto-roman.
Les changements affectant les consonnes étaient également assez répandus en ancien français. L'ancien français a partagé avec le reste du monde latin vulgaire la perte du -m final. L'ancien français a également abandonné de nombreuses consonnes internes lorsqu'elles suivaient la syllabe fortement accentuée : latin petram > proto-roman */ˈpɛðra/ > AF pierre (« pierre ») ; cf. piedra en espagnol.
| Lettre | Latin classique | Latin vulgaire | Proto-gallo-roman | Ancien français précoce | Ancien français précoce | Ancien français tardif | Ancien français tardif        |
| Lettre | Latin classique | Latin vulgaire | Proto-gallo-roman | fermé                   | ouvert                  | fermé                  | ouvert                        |
| ------ | --------------- | -------------- | ----------------- | ----------------------- | ----------------------- | ---------------------- | ----------------------------- |
| a      | /a/             | /a/            | /a/               | ‹ a › /a/               | ‹ e, ie › /æ, iə/       | ‹ a › /a/              | ‹ e, ie › /ɛ, jɛ/             |
| ā      | /aː/            | /a/            | /a/               | ‹ a › /a/               | ‹ e, ie › /æ, iə/       | ‹ a › /a/              | ‹ e, ie › /ɛ, jɛ/             |
| ae     | /ae̯/            | /ɛ/            | /ɛ/               | ‹ e › /ɛ/               | ‹ ie › /iə/             | ‹ e › /ɛ/              | ‹ ie › /jɛ/                   |
| e      | /e/             | /ɛ/            | /ɛ/               | ‹ e › /ɛ/               | ‹ ie › /iə/             | ‹ e › /ɛ/              | ‹ ie › /jɛ/                   |
| oe     | /oe̯/            | /e/            | /e/               | ‹ e › /e/               | ‹ ei › /ei/             | ‹ e › /ɛ/              | ‹ oi › /oi/ [[API >\|>]] /wɛ/ |
| ē      | /eː/            | /e/            | /e/               | ‹ e › /e/               | ‹ ei › /ei/             | ‹ e › /ɛ/              | ‹ oi › /oi/ [[API >\|>]] /wɛ/ |
| i      | /i/             | /ɪ/            | /e/               | ‹ e › /e/               | ‹ ei › /ei/             | ‹ e › /ɛ/              | ‹ oi › /oi/ [[API >\|>]] /wɛ/ |
| y      | /y/             | /ɪ/            | /e/               | ‹ e › /e/               | ‹ ei › /ei/             | ‹ e › /ɛ/              | ‹ oi › /oi/ [[API >\|>]] /wɛ/ |
| ī      | /iː/            | /i/            | /i/               | ‹ i › /i/               | ‹ i › /i/               | ‹ i › /i/              | ‹ i › /i/                     |
| ȳ      | /yː/            | /i/            | /i/               | ‹ i › /i/               | ‹ i › /i/               | ‹ i › /i/              | ‹ i › /i/                     |
| au     | /aw/            | /aw/           | /aw/              | ‹ o › /ɔ/               | ‹ o › /ɔ/               | ‹ o › /ɔ/              | ‹ o › /ɔ/                     |
| o      | /o/             | /ɔ/            | /ɔ/               | ‹ o › /ɔ/               | ‹ uo › /uə/             | ‹ o › /ɔ/              | ‹ ue › /wɛ/ [[API >\|>]] /ø/  |
| ō      | /oː/            | /o/            | /o/               | ‹ o › /o/               | ‹ ou › /ou/             | ‹ o(u) › /u/           | ‹ eu › /eu/ [[API >\|>]] /ø/  |
| u      | /u/             | /ʊ/            | /o/               | ‹ o › /o/               | ‹ ou › /ou/             | ‹ o(u) › /u/           | ‹ eu › /eu/ [[API >\|>]] /ø/  |
| ū      | /uː/            | /u/            | /u/               | ‹ u › /y/               | ‹ u › /y/               | ‹ u › /y/              | ‹ u › /y/                     |

Dans certains contextes, /oi/ est devenu /e/, toujours écrit oi en français moderne. Au début de l'ancien français, il se prononçait comme le suggère l'écriture, comme /oi/ comme une diphtongue descendante : /oi̯/. Il a ensuite évolué pour devenir ascendant, /o̯i/, avant de devenir /o̯e/. Le son s'est développé différemment dans différentes variétés d'oïl : la plupart des langues survivantes conservent une prononciation comme /we/, mais le français littéraire a adopté une prononciation dialectale, /wa/. Le doublet « français »/« François » dans l'orthographe française moderne démontre le mélange de traits dialectaux[réf. nécessaire].
À un moment donné au cours de la période de l'ancien français, les voyelles suivies d'une consonne nasale ont commencé à être nasalisées. Alors que le processus de perte de la consonne nasale finale a eu lieu après la période de l'ancien français, les voyelles nasales qui caractérisent le français moderne sont apparues au cours de la période en question[réf. nécessaire].

## Tableau des résultats des voyelles
Le tableau suivant montre les résultats modernes les plus importants des voyelles du latin vulgaire, à partir du système à sept voyelles des syllabes accentuées du proto-roman occidental : /a/, /ɛ/, /e/, /i/, /ɔ/, /o/, /u/. Les voyelles se sont développées différemment dans différents contextes, les contextes les plus importants étant :
- Syllabes « ouvertes » (suivies d'au plus une consonne), où la plupart des voyelles furent diphtonguées ou modifiées autrement.
- Syllabes suivies d'une consonne palatale. Un /i/ apparut généralement avant la consonne palatale, produisant une diphtongue, qui a ensuite évolué de manière complexe. Il y avait diverses sources palatales : le latin classique /jj/ (par exemple peior[5], « pire ») ; toute consonne suivie d'un /j/ venant d'un /e/ ou /i/ court latin en hiatus (par exemple balneum, « bain », et palātium, « palais »); /k/ ou /ɡ/ suivi de /e/ ou /i/ (par exemple pācem, « paix », et cōgitō, « je pense », qui a donné cuidier en ancien français puis cuider); /k/ ou /ɡ/ suivi de /a/ et précédé de /a/, /e/ ou /i/ (par exemple plāga, « plaie ») ; /k/ ou /ɡ/ après une voyelle dans diverses séquences, telles que /kl/, /kr/, /ks/, /kt/, /ɡl/, /ɡn/, /ɡr/ (par exemple noctem, « nuit », veclum < vetulum, « vieux », et nigrum, « noir »).
- Syllabes précédées d'une consonne palatale. Un /i/ apparaît après la consonne palatale, produisant une diphtongue montante. La consonne palatale pourrait survenir de l'une des manières décrites ci-dessus. De plus, il pourrait provenir d'un /j/ antérieur mis en contact avec une consonne suivante par la perte de la voyelle intermédiaire : ex. medietātem > proto-roman /mejjeˈtate/ > gallo-roman /mejˈtat/ (perte des voyelles non accentuées) > proto-français /meiˈtʲat/ (palatalisation) > ancien français /moiˈtjɛ/ > « moitié » /mwaˈtje/.
- Syllabes nasales (suivies d'un /n/ ou /m/), où les voyelles nasales sont apparues. Les syllabes nasales ont inhibé de nombreux changements qui se produisaient autrement dans les syllabes ouvertes ; au lieu de cela, les voyelles avaient tendance à être élevées. Par la suite, le /n/ ou /m/ suivant a été supprimé à moins qu'une voyelle ne suive, et les voyelles nasales ont été abaissées ; mais quand le /n/ ou /m/ est resté, la qualité nasale a été perdue, sans abaissement de la voyelle. Cela a produit des alternances significatives, telles que le masculin « fin » /fɛ̃/ et le féminin « fine » /fin/.
- Syllabes fermées par /s/ suivies d'une autre consonne. À l'époque de l'ancien français, ce /s/ fut « débuccalisé » en /h/, qui a ensuite été perdu, remplacé par une voyelle longue phonémique. Ces voyelles longues sont restées pendant des siècles et ont continué à être indiquées par un s, puis par un accent circonflexe, avec des alternances telles que « bette » /bɛt/ et « bête » (anciennement /bɛːt/, emprunté à bēstiam). Parfois, la différence de longueur s'accompagnait d'une différence de qualité des voyelles, par exemple « mal » /mal/ et « mâle » /mɑːl/ (latin māscvlvm < */ˈmaslə/ ). La longueur phonémique (mais pas phonétique) a disparu du français parisien au XVIIIe siècle, mais a survécu au niveau régional (maintenant surtout en français de Belgique).
- Syllabes fermées par /l/ suivies d'une autre consonne (bien que la séquence -lla- n'ait pas été affectée). Le /l/ s'est vocalisé en /w/, produisant une diphtongue, qui s'est ensuite développée de diverses manières.
- Syllabes où deux ou plusieurs des conditions ci-dessus se sont produites simultanément, qui ont généralement évolué de manière complexe. Des exemples courants sont les syllabes suivies à la fois d'un élément nasal et d'un élément palatal (par exemple du latin -neu-, -nea-, -nct-) ; syllabes ouvertes précédées d'une palatale (par exemple cēram, « cire ») ; syllabes précédées et suivies d'une palatale (par exemple iacet, « il est étendu » qui a donné « (il) git ») ; syllabes précédées d'une palatale et suivies d'une nasale (par exemple canem, « chien »).

Notez que les développements des syllabes non accentuées étaient à la fois plus simples et moins prévisibles. En proto-roman occidental, il n'y avait que cinq voyelles dans les syllabes non accentuées : /a/, /e/, /i/, /o/, /u/, car les voyelles basses-moyennes /ɛ/, /ɔ/ ont été élevées à /e/, /o/. Ces syllabes ne furent pas sujettes à la diphtongaison et à de nombreux autres changements complexes qui affectèrent les syllabes accentuées. Cela a produit de nombreuses alternances lexicales et grammaticales entre les syllabes accentuées et non accentuées. Cependant, il y eut une forte tendance (surtout à partir de la période du moyen français, lorsque l'accent accentué autrefois fort fut considérablement affaibli) à niveler ces alternances. Dans certains cas, dans les paradigmes verbaux, une variante non accentuée fut importée dans les syllabes accentuées, mais ce fut le plus souvent l'inverse, de sorte qu'en français moderne toutes les nombreuses voyelles peuvent apparaître dans les syllabes non accentuées.
| Gallo-roman                                                | Contexte                                | Ancien français précoce | Ancien français tardif                                                                             | Français moderne     | Exemple |
| Voyelle simple                                             | Voyelle simple                          | Voyelle simple          | Voyelle simple                                                                                     | Voyelle simple       | Voyelle simple |
| ---------------------------------------------------------- | --------------------------------------- | ----------------------- | -------------------------------------------------------------------------------------------------- | -------------------- | --- |
| /a/                                                        | fermé                                   | /a/                     | /a/                                                                                                | /a/                  | partem > part /paʁ/ |
| /a/                                                        | fermé suivi par /s/                     | /a/                     | /ɑ/                                                                                                | /ɑ/ [a]              | bassvm > bas /bɑ/ |
| /a/                                                        | ouvert                                  | /æ/                     | /ɛ/                                                                                                | /ɛ/e/ final          | mare > mer /mɛʁ/ ; amātum > /aiˈmɛθ/ > aimé /eˈme/ |
| /a/                                                        | avant gallo-roman /u, o/ ou /w/         | /ɔ/                     | /ɔ/, se combine avec l'élément suivant (/w, u, o, ɣu, ɣo/) pour faire une nouvelle diphtongue /ɔw/ | /u/                  | fagvm > gallo-roman /faɣo/ > ancien français fou /fɔw/ + diminutif -et > fouet /fwɛ/ ; bavan (gaulois) > /bɔwə/ > boue /bu/                                                                           |
| /a/                                                        | palatal + ouvert                        | /iæ/                    | /jɛ/                                                                                               | /jɛ/je/ final        | medietātem > latin vulgaire /mejeˈtate/ > /mejˈtʲate/ > ancien français précoce /meiˈtiɛθ/ > ancien français tardif /moiˈtjɛ/ > moitié /mwaˈtje/ ; cārum > ancien français chier /tʃjɛr/ > cher /ʃɛʁ/ |
| /ɛ/                                                        | fermé                                   | /ɛ/                     | /ɛ/                                                                                                | /ɛ/                  | septem > sept /sɛt/ |
| /ɛ/                                                        | ouvert                                  | /iɛ/                    | /jɛ/                                                                                               | /jɛ/je/ final        | heri > hier /jɛʁ/ ; pedem > pied /pje/ |
| /e/                                                        | fermé                                   | /e/                     | /ɛ/                                                                                                | /ɛ/                  | siccvm > sec /sɛk/ |
| /e/                                                        | ouvert                                  | /ei/                    | /oi/ > /wɛ/                                                                                        | /wa/                 | pēram > poire /pwaʁ/ ; vidēre > ancien français précoce vedeir /vəˈðeir/ > ancien français vëoir /vəˈoir/ > voir /vwaʁ/                                                                               |
| /e/                                                        | palatal + ouvert                        | /iei/                   | /i/                                                                                                | /i/                  | cēram > cire /siʁ/ ; mercēdem > merci /mɛʁˈsi/ |
| /i/                                                        | toujours                                | /i/                     | /i/                                                                                                | /i/                  | vītam > vie /vi/ ; vīllam > ville > /vil/ |
| /ɔ/                                                        | fermé                                   | /ɔ/                     | /ɔ/                                                                                                | /ɔ/o/ final          | portam > porte /pɔʁt/ ; *sottum, *sottam > sot, sotte /so/, /sɔt/ |
| /ɔ/                                                        | fermé suivi de /s/, /z/                 | /ɔ/                     | /o/                                                                                                | /o/                  | grossum, grossam > gros, grosse /ɡʁo/, /ɡʁos/ |
| /ɔ/                                                        | ouvert                                  | /uɔ/                    | /wɛ/                                                                                               | /œ/ø/ final          | novum > neuf /nœf/ ; cor > *corem > cœur /kœʁ/ |
| /o/                                                        | fermé                                   | /o/                     | /u/                                                                                                | /u/                  | subtus > /ˈsotos/ > sous /su/ ; surdum > sourd /suʁ/ |
| /o/                                                        | ouvert                                  | /ou/                    | /eu/                                                                                               | /œ/, /ø/             | nōdvm > nœud /nø/ |
| /u/                                                        | toujours                                | /y/                     | /y/                                                                                                | /y/                  | dv̄rvm > dur /dyʁ/ ; nūllam > nulle /nyl/ |
| /au/                                                       | toujours                                | /au/                    | /ɔ/                                                                                                | /ɔ/o/ final          | aurum > or /ɔʁ/ |
| /au/                                                       | suivi de /s/, /z/                       | /au/                    | /o/                                                                                                | /o/                  | cavsam > chose /ʃoz/ |
| /au/                                                       | suivi de /w/, /ɣu/, /ɣo/ en gallo-roman | /ɔ/                     | se combine avec un second élément pour faire /ɔw/                                                  | /u/                  | *traucon (gaulois) > gallo-roman /trauɣo/ > ancien français /trɔw/ > trou /tʁu/ |
| Voyelle + /n/                                              |                                         |                         | |                      | |
| /an/                                                       | fermé                                   | /an/                    | /ã/                                                                                                | /ɑ̃/ [ɒ̃]              | annvm > an /ɑ̃/ ; cantum > chant /ʃɑ̃/ |
| /an/                                                       | ouvert                                  | /ain/                   | /ɛ̃n/                                                                                               | /ɛn/                 | sānam > saine /sɛn/ ; amat > aime /ɛm/ |
| /an/                                                       | fermeture tardive                       | /ain/                   | /ɛ̃/                                                                                                | /ɛ̃/ [æ̃]              | sānvm > sain /sɛ̃/ ; famem > faim /fɛ̃/ |
| /an/                                                       | palatal + fermeture tardive             | /iain/ > /iɛn/          | /jɛ̃/                                                                                               | /jɛ̃/ [jæ̃]            | canem > chien /ʃjɛ̃/ |
| /ɛn/                                                       | fermé                                   | /en/                    | /ã/                                                                                                | /ɑ̃/ [ɒ̃]              | dentem > dent /dɑ̃/ |
| /ɛn/                                                       | ouvert                                  | /ien/                   | /jɛ̃n/                                                                                              | /jɛn/                | tenent > tiennent /tjɛn/ |
| /ɛn/                                                       | fermeture tardive                       | /ien/                   | /jɛ̃/                                                                                               | /jɛ̃/ [jæ̃]            | bene > bien /bjɛ̃/ ; tenet > tient /tjɛ̃/ |
| /en/                                                       | fermé                                   | /en/                    | /ã/                                                                                                | /ɑ̃/ [ɒ̃]              | lingua > langue /lɑ̃g/[réf. nécessaire] |
| /en/                                                       | ouvert                                  | /ein/                   | /ẽn/                                                                                               | /ɛn/                 | pēnam > peine /pɛn/ |
| /en/                                                       | fermeture tardive                       | /ein/                   | /ẽ/                                                                                                | /ɛ̃/ [æ̃]              | plēnvm > plein /plɛ̃/ ; sinum > sein /sɛ̃/ |
| /en/                                                       | palatal + fermeture tardive             | /iein/ > /in/           | /ĩ/                                                                                                | /ɛ̃/ [æ̃]              | racēmvm > raisin /rɛzɛ̃/ |
| /in/                                                       | fermé, fermeture tardive                | /in/                    | /ĩ/                                                                                                | /ɛ̃/ [æ̃]              | quīnque > *cīnque > cinq /sɛ̃k/fīnvm > fin /fɛ̃/ |
| /in/                                                       | ouvert                                  | /in/                    | /ĩn/                                                                                               | /in/                 | fīnam > fine /fin/ |
| /ɔn/                                                       | fermé                                   | /on/                    | /ũ/                                                                                                | /ɔ̃/ [õ]              | pontem > pont /pɔ̃/ |
| /ɔn/                                                       | ouvert                                  | /on/, /uon/             | /ũn/, /wɛ̃n/                                                                                        | /ɔn/                 | bonam > bonne /bɔn/ |
| /ɔn/                                                       | fermeture tardive                       | /on/, /uon/             | /ũ/, /wɛ̃/                                                                                          | /ɔ̃/ [õ]              | bonum > ancien français buen > bon /bɔ̃/comes > ancien français cuens > comte /kɔ̃t/ |
| /on/                                                       | fermé, fermeture tardive                | /on/                    | /ũ/                                                                                                | /ɔ̃/ [õ]              | dōnvm > don /dɔ̃/ |
| /on/                                                       | ouvert                                  | /on/                    | /ũn/                                                                                               | /ɔn/                 | dōnat > donne /dɔn/ |
| /un/                                                       | fermé, fermeture tardive                | /yn/                    | /ỹ/                                                                                                | /œ̃/ > /ɛ̃/ [æ̃]        | v̄nvm > un /œ̃/ > /ɛ̃/ ; perfv̄mvm > parfum /paʁˈfœ̃/ > /paʁˈfɛ̃/ |
| /un/                                                       | ouvert                                  | /yn/                    | /ỹn/                                                                                               | /yn/                 | v̄nam > une /yn/ ; plv̄mam > plume /plym/ |
| Voyelle + /s/ (suivie par une consonne)                    |                                         |                         | |                      | |
| /as/                                                       | fermé                                   | /ah/                    | /ɑː/                                                                                               | /ɑ/ [a]              | bassum > bas /bɑ/ |
| /ɛs/                                                       | fermé                                   | /ɛh/                    | /ɛː/                                                                                               | /ɛ/                  | festam > fête /fɛt/ |
| /es/                                                       | fermé                                   | /eh/                    | /ɛː/                                                                                               | /ɛ/                  | bēstiam > bête /bɛt/ |
| /is/                                                       | fermé                                   | /ih/                    | /iː/                                                                                               | /i/                  | abȳssimvm > *abīsmum > abîme /abim/ |
| /ɔs/                                                       | fermé                                   | /ɔh/                    | /oː/                                                                                               | /o/                  | costam > côte /kot/ |
| /os/                                                       | fermé                                   | /oh/                    | /uː/                                                                                               | /u/                  | cōnstat > *cōstat > coûte /kut/ |
| /us/                                                       | fermé                                   | /yh/                    | /yː/                                                                                               | /y/                  | fv̄stem > fût /fy/ |
| Voyelle + /l/ (suivie par une consonne, mais pas /la/)     |                                         |                         | |                      | |
| /al/                                                       | fermé                                   | /al/                    | /au/                                                                                               | /o/                  | falsvm > faux /fo/ ; palmam > paume /pom/ |
| /ɛl/                                                       | fermé                                   | /ɛl/                    | /ɛau/                                                                                              | /o/                  | bellvm > beau /bo/ (mais bellam > belle /bɛl/) |
| /ɛl/                                                       | fermeture tardive                       | /jɛl/                   | /jɛu/                                                                                              | /jœ/, /jø/           | melivs > /miɛʎts/ > /mjɛus/ > mieux /mjø/ |
| /el/                                                       | fermé                                   | /el/                    | /ɛu/                                                                                               | /œ/, /ø/             | capillvm > cheveu /ʃəˈvø/ ; *filtrvm > feutre /føtʁ/ |
| /il/                                                       | fermé, fermeture tardive                | /il/                    | /i/                                                                                                | /i/                  | gentīlem > gentil /ʒɑ̃ˈti/ |
| /ɔl/                                                       | fermé                                   | /ɔl/                    | /ou/                                                                                               | /u/                  | follem > fou (mais *follam > folle /fɔl/) ; colaphum > *colpum > coup /ku/ |
| /ɔl/                                                       | fermeture tardive                       | /wɔl/                   | /wɛu/                                                                                              | /œ/, /ø/, /jœ/, /jø/ | *volet > OF vueut > veut /vø/ ; oculus > ancien français uelz > yeux /jø/ |
| /ol/                                                       | fermé                                   | /ol/                    | /ou/                                                                                               | /u/                  | pvlsat > pousse /pus/ |
| /ul/                                                       | fermé, fermeture tardive                | /yl/                    | /y/                                                                                                | /y/                  | cv̄lvm > cul /ky/ |
| Voyelle + /i/ (depuis une palatalisation en gallo-roman)   |                                         |                         | |                      | |
| /ai/                                                       | partout                                 | /ai/                    | /ɛ/                                                                                                | /ɛ/                  | factvm > /fait/ > fait /fɛ/ ; palātivm > palais /paˈlɛ/ ; plāgam > plaie /plɛ/ ; placet > /plaist/ > plaît /plɛ/ ; paria > paire /pɛʁ/                                                                |
| /ai/                                                       | palatal +                               | /iai/ > /i/             | /i/                                                                                                | /i/                  | iacet > gît /ʒi/ ; cacat > chie /ʃi/ |
| /ɛi/                                                       | partout                                 | /iɛi/                   | /i/                                                                                                | /i/                  | lectvm > /lɛit/ > lit /li/ ; sex > six /sis/ ; peior > pire /piʁ/ |
| /ei/                                                       | partout                                 | /ei/                    | /oi/ > /wɛ/                                                                                        | /wa/                 | tēctvm > /teit/ > toit /twa/ ; rēgem > /rei/ > roi /ʁwa/ ; nigrvm > /neir/ > noir /nwaʁ/ ; fēriam > /ˈfeira/ > foire /fwaʁ/                                                                           |
| /ɔi/                                                       | partout                                 | /uɔi/                   | /yi/                                                                                               | /ɥi/                 | noctem > /nɔit/ > nuit /nɥi/ ; hodie > /ˈɔje/ > hui /ɥi/ ; crvcem > /ˈkɔisə/ > cuisse /kɥis/ |
| /oi/                                                       | partout                                 | /oi/                    | /oi/ > /wɛ/                                                                                        | /wa/                 | bvxitam > /ˈboista/ > boîte /bwat/ ; crucem > croix /kʁwa/ |
| /ui/                                                       | partout                                 | /yi/                    | /yi/                                                                                               | /ɥi/                 | frv̄ctvm > /fruit/ > fruit /fʁɥi/ |
| /aui/                                                      | partout                                 | /ɔi/                    | /oi/ > /wɛ/                                                                                        | /wa/                 | gavdia > /ˈdʒɔiə/ > joie /ʒwa/ |
| Voyelle + /ɲ/ (depuis /n/ + palatalisation en gallo-roman) |                                         |                         | |                      | |
| /aɲ/                                                       | fermé, fermeture tardive                | /aɲ/ > /ain/            | /ɛ̃/                                                                                                | /ɛ̃/ [æ̃]              | ba(l)neum > /baɲ/ > /bain/ > bain /bɛ̃/ ; > sanctvm > /saɲt/ > /saint/ > saint /sɛ̃/ |
| /aɲ/                                                       | ouvert                                  | /aɲ/                    | /ãɲ/                                                                                               | /aɲ/                 | montāneam > /monˈtaɲ/ > montagne /mɔ̃ˈtaɲ/ |
| /ɛɲ/                                                       | non attesté ?                           | non attesté ?           | non attesté ?                                                                                      | non attesté ?        | non attesté ? |
| /eɲ/                                                       | fermé, fermeture tardive                | /eɲ/ > /ein/            | /ẽ/                                                                                                | /ɛ̃/ [æ̃]              | pinctvm > /peɲt/ > /peint/ > peint /pɛ̃/ |
| /eɲ/                                                       | ouvert                                  | /eɲ/                    | /ẽɲ/                                                                                               | /ɛɲ/                 | insigniam > enseigne /ɑ̃ˈsɛɲ/ |
| /iɲ/                                                       | fermé, fermeture tardive                | non attesté ?           | non attesté ?                                                                                      | non attesté ?        | non attesté ? |
| /iɲ/                                                       | ouvert                                  | /iɲ/                    | /ĩɲ/                                                                                               | /iɲ/                 | līneam > ligne /liɲ/ |
| /ɔɲ/                                                       | fermé, fermeture tardive                | /oɲ/ > /oin/            | /wɛ̃/                                                                                               | /wɛ̃/ [wæ̃]            | longe > /loɲ/? > /loin/ > loin /lwɛ̃/ |
| /ɔɲ/                                                       | ouvert                                  | /oɲ/                    | /ũɲ/                                                                                               | /ɔɲ/                 | *frogna (gaulois) > frogne /fʁɔɲ/ |
| /oɲ/                                                       | fermé, fermeture tardive                | /oɲ/ > /oin/            | /wɛ̃/                                                                                               | /wɛ̃/ [wæ̃]            | pvnctvm > /poɲt/ > /point/ > point /pwɛ̃/ ; cvnevm > /koɲ/ > /koin/ > coin /kwɛ̃/ |
| /oɲ/                                                       | ouvert                                  | /oɲ/                    | /ũɲ/                                                                                               | /ɔɲ/                 | verecvndiam > vergogne /vɛʁˈɡɔɲ/ |
| /uɲ/                                                       | fermé, fermeture tardive                | /yɲ/ > /yin/            | /ɥĩ/                                                                                               | /ɥɛ̃/ [ɥæ̃]            | iv̄nivm > /dʒyɲ/ > /dʒyin/ > juin /ʒɥɛ̃/ |
| /uɲ/                                                       | ouvert                                  | non attesté ?           | non attesté ?                                                                                      | non attesté ?        | non attesté ? |

### Évolutions particulières
/œ/ et /ø/ existent tous deux en français moderne et il existe un petit nombre de paires minimales, par exemple « jeune » /ʒœn/ et « jeûne » /ʒøn/. Cependant, en général, /ø/ ne se produit qu'à la fin de mot, avant /z/ et habituellement avant /t/, tandis qu'on a /œ/ ailleurs.
Les séquences */wɛw/ de multiples origines se dissimilent régulièrement en /jɛw/ (puis en /jœ/, /jø/) sauf après des labiales et des vélaires (latin locus → /lwɛw/ → « lieu » /ljø/, mais *volet → /vwɛwθ/ → « veut » /vø/).
Les changements produisant le français « moitié » /mwaˈtje/ furent approximativement les suivants :
1. medietātem (forme latine classique / tardive)
2. /medjeˈtaːtẽː/ (prononciation vers l'an 1)
3. /mejjeˈtate/ (forme proto-romane, avec /dj/ > /jj/ et perte de la quantité vocalique)
4. /mejˈtate/ (perte du /e/ intertonique)
5. /mejˈtʲate/ (palatalisation tardive de /t/ en précédant /j/ )
6. /mejˈtʲade/ (première lénition du second /t/, mais le premier est protégé par la consonne /j/ précédente)
7. /mejˈtʲaːde/ (allongement de la voyelle accentuée en syllabe ouverte)
8. /mejˈtʲaːd/ (perte gallo-romane du /e/ final inaccentué)
9. /mejˈtʲaːð/ (deuxième lénition)
10. /mejˈtʲaːθ/ (dévoisement final)
11. /mejˈtiæθ/ (changements proto-français dans le contexte « palatal + ouvert », avec le /aː/ long reflétant l'ancien contexte de syllabe ouverte)
12. /meiˈtiɛθ/ (changements de voyelles du début de l'ancien français)
13. /moiˈtjɛ/ (modifications tardives de l'ancien français : /ei/ > /oi/, /iɛ/ > /jɛ/, perte de /θ/)
14. /mweˈtje/ (changements vers le moyen français : /oi/ > /we/, final /ɛ/ > /e/ )
15. /mwaˈtje/ (changements vers le français moderne : /we/ > /wa/)

## Histoire chronologique

### Du latin vulgaire au roman proto-occidental
- Introduction d'un /i/ court prothétique devant les mots commençant par /s/ + consonne, devenant /e/ fermé avec le changement de voyelle romane (espagnol espina, français moderne « épine » < spīnam ).
- Réduction du système à dix voyelles du latin vulgaire à sept voyelles (voir tableau) ; diphtongues ae et oe réduit à /ɛ/ et /e/ ; maintien de la diphtongue /au/.
- Perte du /m/ final (sauf dans les monosyllabes : français moderne rien < rem).
- Perte de /h/.
- /ns/ > /s/.
- /rs/ > /ss/ dans certains mots (dorsum > latin vulgaire *dossu > français moderne « dos ») mais pas dans d'autres (ursum > français moderne « ours »).
- Finale /-er/ > /-re/, /-or/ > /-ro/ (espagnol cuatro, sobre < quattuor, super).
- Perte des voyelles non accentuées du latin vulgaire : Perte des voyelles intertoniques (non accentuées et dans une syllabe intérieure) entre /k/, /ɡ/ et /r/, /l/ .
- Réduction de /e/ et /i/ en hiatus vers /j/, suivie d'une palatalisation. Palatalisation de /k/ et /ɡ/ devant les voyelles antérieures.
  - /kj/ est apparemment doublé en /kkj/ avant la palatalisation.
  - /dʲ/ et /ɡʲ/ (de /dj/, /ɡj/ et /ɡ/ devant une voyelle antérieure) deviennent /j/.

### Vers le proto-gallo-ibéro-roman
- /kʲ/ et /tʲ/ fusionnent, devenant /tsʲ/ (toujours traité comme un seul son).
- /kt/ > /xt/ > /jt/ et /ks/ > /xs/ > /js/.
- Première diphtongaison (seulement dans certains dialectes): diphtongaison de /ɛ/, /ɔ/ en /ie/, /uo/ (puis /uo/ > /ue/) dans les syllabes ouvertes accentuées. Cela se produit aussi dans les syllabes fermées avant une palatale, souvent absorbée ensuite : pēior >> /ˈpejro/ > /ˈpiejro/ >> pire ; noctem > /ˈnojte/ > /ˈnuojte/ >> /nujt/ nuit ; mais tertium > /ˈtertsʲo/ >> tierz (« tiers, troisième »).
- Première lénition (n'a pas eu lieu dans une petite aire autour des Pyrénées) : changements en position intervocalique ou en fin de mot : occlusives voisées et fricatives sourdes deviennent des fricatives voisées (/ð/, /v/, /j/) ; occlusives sourdes deviennent fricatives sourdes /tsʲ/ (de /k(e,i)/, /tj/) est prononcé comme un seul son et voisé en /dzʲ/, mais /ttsʲ/ (de /kk(e,i)/, /kj/) est géminé et donc non-voisé. Les consonnes avant /r/ sont lénifiées, et /pl/ > /bl/. /t/ et /d/ finaux sont lénifiées si elles suivent une voyelle.
- /jn/, /nj/, /jl/, /ɡl/ (du latin vulgaire /ɡn/, /ŋɡʲ/, /ɡl/, /kl/, respectivement) deviennent respectivement /ɲ/ et /ʎ/.
- Première perte de voyelle non accentuée : Perte de voyelles intertoniques (non accentuées et dans une syllabe intérieure) sauf /a/ quand prétonique. Cela s'est produit en même temps que la première lénition et des mots individuels montrent sans cohérence un changement avec l'autre, d'où manica > manche mais grānica > grange. carricāre devient charchier ou chargier en ancien français. Cependant, dans certaines analyses, la norme pour le français central était initialement que la lénition a lieu avant l'apocope de la voyelle non accentuée, et les schémas montrant un ordre inversé, résultant en des consonnes sourdes, ont été empruntés aux dialectes du nord (Normandie, Champagne et Lorraine) plus influencés par le francique avant de se diffuser à d'autres mots par analogie, conduiant à des cas connus de développements divergents, comme grange et granche ou encore venger et (re)vencher (ces deux derniers issus du latin vindicāre)[7].

### Vers l'ancien français précoce
- Propagation et dissolution de la palatalisation :
  - Un /j/ protégé non précédé d'une voyelle, lorsqu'il est issu d'un /j/ initial ou d'un /dj/, /ɡj/ ou /ɡ(eˌi)/ lorsqu'il est précédé d'une consonne, devient principalement /dʒ/ par fortition puis affrication : latin vulgaire /j/ → gallo-roman tardif /ʝ/ → ancien français précoce /dʒ/ .
  - Un /j/ suivi d'une autre consonne tend à palataliser cette consonne ; les consonnes peuvent avoir été rapprochées par perte intertonique (medietātem > /mejeˈtate/ > /mejˈtʲate/ > moitié, peior > /ˈpejro/ > /ˈpiejrʲe/ > pire, mais impeiorāre > /empejˈrare/ > /empejˈrʲare/ > /empejˈriɛr/ > AF empoirier « empirer »).
  - Les sons palatalisés perdent leur qualité palatale et éjectent un /j/ à la fin de la syllabe précédente, lorsqu'elle est ouverte ; également au début de la syllabe suivante lorsqu'elle est accentuée, ouverte et antérieure (/a/ ou /e/) : *cugitāre > /kujeˈtare/ > /kujˈdare/ > /kujˈdʲare/ >> /kujˈdiɛr/ AF cuidier, « penser » (français moderne « cuider », cf. « outrecuidant »). mansiōnātam > /mazʲoˈnada/ > /mazʲˈnada/ > /majzʲˈnjɛðə/ > AF maisniée, « maisonnée ».
    - /tʃ/ et /dʒ/ (y compris ceux des sources ultérieures, voir ci-dessous) éjectent un /j/ suivant normalement mais n'éjectent aucun /j/ précédent.
    - Double /ssʲ/ < /ssj/ et de diverses autres combinaisons éjecte également un /j/ précédent.
    - Un seul /dz/ éjecte un tel /j/, mais pas un double /tts/, évidemment puisqu'il s'agit d'un son double et provoque la fermeture de la syllabe précédente ; voir commentaire ci-dessus, sous lénition.
    - Les /ʎ/ et /ɲ/ palataux réels (par opposition aux variétés simplement palatalisées des autres sons) conservent leur nature palatale et n'émettent pas de /j/ précédant. Ou plutôt, le /ʎ/ palatal n'éjecte pas de /j/ précédent (sinon, il est toujours absorbé même s'il est dépalatalisé) ; le /ɲ/ palatal émet un /j/ précédent lorsqu'il est dépalatalisé même si la syllabe précédente est fermée (ivngit > */ˈjonjet/ > /dʒoɲt/ > /dʒojnt/ joint).
    - Le /rʲ/ palatal éjecte un /j/ précédent comme d'habitude, mais le /j/ métathèse quand un /a/ précède, d'où operārium > /obˈrarʲo/ > /obˈrjaro/ (pas */obˈrajro/ ) >> ouvrier.
    - Les labiales palatalisées internes (au milieu des mots) deviennent des affriquées palatales (/pʲ/ et /fʲ/ > /tʃ/ ; /bʲ/ et /vʲ/ > /dʒ/ ; /mʲ/ > /ndʒ/) sans émettre de /j/ précédent. Cette évolution s'observe également en occitan et en ligure[8].
- Deuxième diphtongaison : diphtongaison de /e/, /o/, /a/ en /ei/, /ou/, /ae/ en syllabes ouvertes accentuées, non suivies d'un son palatal (pas dans tout le gallo-roman). (Plus tard, /ei/ > /oi/, /ou/ > /eu/, /ae/ > /e/ ; voir ci-dessous.)
- Deuxième perte de voyelle non accentuée : Perte de toutes les voyelles dans les syllabes finales non accentuées, sauf /a/ ; ajout d'un /e/ final de support si nécessaire, pour éviter les mots avec des clusters finaux non autorisés.
- Deuxième lénition : Mêmes modifications que dans la première lénition, appliquées à nouveau (pas dans tout le gallo-roman). Les pertes de voyelles non accentuées peuvent avoir empêché ce changement de se produire.
- Palatalisation de /ka/ > /tʃa/, /ɡa/ > /dʒa/ .
- Autres changements vocaliques (partie 1):
  - /ae/ > /ɛ/ (mais > /jɛ/ après une palatale et > /aj/ avant les nasales quand pas après une palatale).
  - /au/ > /ɔ/ .
- Autres changements de consonnes :
  - Les occlusives géminées deviennent des occlusives simples.
  - Les occlusives les fricatives finales et deviennent sourdes.
  - /dz/ > /z/ sauf si final.
  - Un /t/ est inséré entre une palatale /ɲ/, /ʎ/ et un /s/ suivant (dolēs > duels « tu souffres » mais colligis > */ˈkɔljes/ > cuelz, cueuz « tu cueilles » ; iungis > */ˈjonjes/ > joinz « tu joins » ; fīlius > filz « fils » : le z sur de tels mots représente /ts/).
  - Les /ɲ/, /ʎ/ palataux sont dépalatalisés en /n/, /l/ lorsqu'ils sont finaux ou après une consonne.
    - Dans les formes verbales à la première personne, ils peuvent rester palataux lorsqu'ils sont finaux en raison de l'influence des subjonctifs palatalisés.
    - /ɲ/ > /jn/ en dépalatalisation mais /ʎ/ > /l/, sans yod. (*veclum > /ˈvɛlʲo/ > /ˈviɛlʲo/ > viel « vieux » mais cuneum > /ˈkonʲo/ > coin, balneum > /ˈbanjo/ > bain mais montāneam > /monˈtanja/ > montagne.)
- Autres changements vocaliques (partie 2):
  - /jej/ > /i/, /woj/ > /uj/ (placer > /plajˈdzjejr/ > plaisir ; noctem > /nuojt/ > nuit).
  - Les diphtongues sont systématiquement rendues comme des diphtongues tombantes, l'accent principal est mis sur le premier élément, y compris pour /ie/, /ue/, /ui/, etc. contrairement à la prononciation espagnole normale.
  - /a/ > /ǝ/, quand à la fin du mot.

### Vers l'ancien français, vers 1100
- /f/, /p/, /k/ perdu avant /s/, /t/ final (dēbet > Serments de Strasbourg dift /deift/ > AF doit).
- /ei/ > /oi/ (bloqué par la nasalisation ; voir ci-dessous).
- /ou/ > /eu/, cependant ce changement est bloqué si une consonne labiale suit, auquel cas le segment reste /ou/, devenant finalement /u/ plus tard[9] (lupa > AF louve).
- /wo/ > /we/ (bloqué par la nasalisation ; voir ci-dessous).
- /a/ se développe en l'allophone [ɑ] avant /s/, lequel se développe ensuite en un phonème séparé.
- Perte de /θ/ et /ð/. Quand cela produit un hiatus de /a/ avec une voyelle suivante, le /a/ devient un schwa /ə/.
- Perte de /s/ devant consonne sonore (en passant d'abord par /h/), avec allongement de la voyelle précédente. Cela produit un nouvel ensemble de phonèmes vocaliques longs, décrit plus en détails dans la section suivante.
- /u/ > /y/. (Ce changement, de même que l'ultérieur /o/ > /u/, est une caractéristique commune à la plupart langues gallo-romanes).
- /rn/, /rm/ final > /r/ (diurnum > AF précoce jorn > AF jor « jour » ; vermem > AF précoce verm > AF ver ; dormit > AF dort).

### Vers l'ancien français tardif, vers 1250–1300
Les changements ici affectent aussi bien les voyelles orales que les voyelles nasales, sauf indication contraire.
| Changement | Condition                                                                                      | Remarques |
| --- | ---------------------------------------------------------------------------------------------- | --- |
| /o/ > /u/ | partout                                                                                        | |
| /ue/, /eu/ > /œ/ | partout                                                                                        | Les segments nasaux /wɛ̃/, pour lesquels il y avait auparavant une variation dialectale avec le /ũ/ nasal, sont tous déplacés (ou retournés) vers /ũ/ (devenant finalement /ɔ̃/ ) avant que cela ne se produise. |
| - Les diphtongues montantes se développent lorsque le premier élément de la diphtongue est /u/, /y/, /i/ . - L'accent se déplace vers le deuxième élément. | partout                                                                                        | D'où /yi/ > [yj] > [ɥi] |
| /oi/ > /we/ | partout                                                                                        | Plus tard, /we/ > /ɛ/ dans certains mots comme français ; note doublet François. |
| /ai/ > /ɛ/ | partout                                                                                        | par la suite, ‹ ai › est une orthographe courante de /ɛ/, quelle que soit son origine. |
| /e/ > /ɛ/ | en syllabe fermée                                                                              | |
| Déaffrication : - /ts/ > /s/ - /tʃ/ > /ʃ/ - /dʒ/ > /ʒ/ | partout                                                                                        | |
| Phonémisation de /a/ vs. /ɑ/ | [ɑ] était initialement un allophone de /a/ avant /s/, /z/ qui était phonémisé quand /ts/ > /s/ | - *[ˈtʃatsə] > /ʃas(ə)/, chasse ("il chasse"). - *[ˈtʃɑsə] > /ʃɑs(ə)/, châsse ("reliquaire, cadre") Les pertes ultérieures de /s/ ont produit d'autres paires minimales. |
| - perte de consonne syllabique finale - fusion avec ou allongement compensatoire des voyelles précédentes                                                  | mot-syllabe interne-position finale                                                            | Les consonnes en position coda mot-interne ont subi un affaiblissement et une perte (Gess 1996). Cela a affecté /S/ ([z] avant les consonnes vocales et [s] avant les sans voix), /N/ (=consonnes nasales), /l/, et dans une certaine mesure la consonne coda la plus sonore, /r/. Syllabe finale /S/ réduite à [h] avant suppression. Les emprunts à l'anglais suggèrent que le processus s'est produit en premier lorsque la consonne suivante a été exprimée mais pas lorsqu'elle n'a pas été exprimée (ceci explique les prononciations anglaises isle vs. festin ). Ce processus s'accompagnait d'un allongement compensatoire de la voyelle précédente. Le préconsonantique ‹ s › a été retenu comme marqueur de la longueur des voyelles (parfois non étymologiquement) jusqu'à ce qu'il soit remplacé par ‹ ˆ ›. Les consonnes nasales syllabiques finales se sont nasalisées puis ont été absorbées dans les voyelles précédentes, conduisant à des voyelles nasales phonémiques. Syllabe finale /l/ (probablement déjà vélarisée dans cette position) vocalisée en [w] et fusionnée avec la voyelle précédente pour produire des diphtongues descendantes. Là où la syllabe finale / r / était affaiblie et perdue en interne, elle a ensuite été restaurée car sa suppression a été sévèrement condamnée par les grammairiens. |

### Vers le moyen français, vers 1500
Les changements ici affectent aussi bien les voyelles orales que les voyelles nasales, sauf indication contraire.
- au /au/ > /o/ .
- ei /ei/ > /ɛ/ (la diphtongue [ei̯] est maintenue en français québécois : « neige » [nei̯ʒ(ə)] ou [naɪ̯ʒ(ə)] ).
- Perte des consonnes finales avant un mot commençant par une consonne. Cela produit trois prononciations distinctes pour de nombreux mots (seul, suivi d'une voyelle, suivi d'une consonne), qui est toujours maintenue dans les mots « six » et « dix » (et jusqu'à récemment « neuf »), par exemple « dix » /dis/ mais « dix amis » /diz aˈmi/ et « dix femmes » /di ˈfam(ə)/.
- Les pronoms sujets commencent à devenir obligatoires en raison de la perte des différences phonétiques entre les inflexions.
- Le s apical médiéval, comme dans saint, se fond dans le c désaffriqué comme dans ceint, fusionnant ainsi le c doux et le s.

### Vers le français moderne précoce, vers 1700
- Perte de la plupart des voyelles allongées phonémiquement (préservées en français belge, acadien et québécois).
- Pertes de consonnes finales dans un mot seul. Cela produit deux prononciations distinctes pour de nombreux mots (en relation étroite avec un mot suivant qui commence par une voyelle), souvent encore maintenu : « nous voyons » /nu vwaˈjɔ̃/ mais « nous avons » /nuz aˈvɔ̃/. Ce phénomène est connu sous le nom de liaison.
- oi /we/ > /wa/ [10] (voir ci-dessus – « Vers l'ancien français tardif ») ou /ɛ/ (étoit > « était » ; notez que l'orthographe n'a été modifiée qu'au XIXe siècle). Cela affecte également certaines autres instances de /we ~ o̯e/, par exemple « moelle » /mwal/, « poêle » /pwɑl/.
  - La prononciation /we/ est conservée dans certaines formes de français québécois et acadien, notamment chez les locuteurs âgés.
- Les instances de /h/ ont de nouveau été supprimées à la fin du XVIIe siècle. Le phonème /h/ avait été réintroduit dans la langue par l'absorption de mots d'emprunt, principalement d'origine germanique, dans lesquels le /h/ était conservé, et ce sont les instances de /h/ qui ont été perdues cette fois-ci[11],[12]. Cependant, un h germanique interdit généralement la liaison (h aspiré : « les halles » /le.al(ə)/, « les haies » /le.ɛ/, « les haltes » /le.alt(ə)/), alors qu'un h latin autorise la liaison (h muet : « les herbes » /lezɛrb( ə)/, « les hôtels » /lezotɛl/).

### Vers le français moderne, vers 2000
- /r/ devient un son uvulaire : roulée /ʀ/ ou fricative /ʁ/ (la roulée alvéolaire est conservée en Acadie, en Louisiane, dans certaines parties du Québec et en Afrique francophone).
- Fusion de /ʎ/ (épelé « il » dans « œil » et « travail ») avec /j/ au XVIIIe siècle (voir Mouillure)
- Élision occasionnelle de /ə/ final et /ə/ ailleurs sauf si une suite de trois consonnes serait produite (de telles contraintes ont lieu dans le cas de suites de mots qui sont syntactiquement connectés). Le français d'oc tend à être plus conservateur et l'élision de /ə/ final ne se produit pas en Afrique francophone.
- Changement dans l'usage de la liaison, qui devient plus rare de façon générale.
- En français de France, fusion progressive de /œ̃/ et /ɛ̃/, tous deux réalisés [æ̃], mais la distinction perdure dans le Midi de la France, en Suisse, en Belgique, au Québec et en Afrique francophone.
- En français de France, perte du phonème /ɑ/, fusionné avec /a/, tous deux réalisés [a], mais la distinction perdure en Suisse romande, en Belgique, au Québec et en Afrique francophone.
- En français de France, perte du phonème /ə/, fusionné avec /ø/, tous deux réalisés [ø], mais la distinction perdure en français québécois.
- En français de France, perte du phonème /ɛː/, fusionné avec /ɛ/, tous deux réalisés [ɛ], mais la distinction perdure en Suisse, en Belgique, au Québec et en Afrique francophone.
- En français de France, fusion de /ɔ/ en /o/ à la fin des mots, mais la distinction perdure en français de Belgique.

## Nasalisation
La nasalisation progressive des voyelles avant /n/ ou /m/ s'est produite sur plusieurs centaines d'années, en commençant par les voyelles basses, peut-être dès 900, et s'est terminée par les voyelles hautes, peut-être aussi tard que vers 1300. De nombreux changements se sont produits par la suite et se poursuivent encore.
Les étapes suivantes ont eu lieu pendant la période de l'ancien français :
- Nasalisation de /a/, /e/, /o/ devant /n/ ou /m/ (à l'origine, en toutes circonstances, y compris lorsqu'une voyelle suivait).
- La nasalisation se produit avant et bloque les changements /ei/ > /oi/ et /ou/ > /eu/. Cependant, la séquence /õĩ/ se produit parce que /oi/ a plus d'une origine : « coin » < cvnevm. Les séquences /ĩẽn/ ou /ĩẽm/ et /ũẽn/ ou /ũẽm/ apparaissent également, mais les deux dernières apparaissent dans un seul mot chacune, chacune alternant avec une variante non diphtonguée : om ou uem (français moderne « on ») et bon ou buen (FM « bon »). La version sans diphtongue est apparemment apparue dans des environnements non accentués et est la seule à avoir survécu.
- Abaissement de /ẽ/ et /ɛ̃/ en [æ̃] mais pas dans les séquences /jẽ/ et /ẽj/ : « bien », « plein ». La réalisation de /ẽ/ en [æ̃] s'est probablement produite au XIe ou au début du XIIe siècle et n'a pas affecté l'ancien normand ou l'anglo-normand. Finalement, [æ̃] a fusionné avec /ã/.
- Nasalisation de /i/, /u/, /y/ devant /n/ ou /m/.

Les étapes suivantes se sont produites pendant la période du moyen français :
- Abaissement de /ũ/ > /õ/ > /ɔ̃/. (/ũ/ provient généralement d'un /oN/ à l'origine, car /u/ à l'origine est devenu /y/.)
- Dénasalisation des voyelles avant /n/ ou /m/ suivi d'une voyelle ou semi-voyelle (par exemple « femme » /fam/ < AF /ˈfãmə/ < fēminam et « donne » /dɔn/ < AF /ˈdũnə/ < dōnat, avec abaissement et absence de diphtongaison devant une nasale même lorsqu'une voyelle suivait, ce qui montre que la nasalisation opérait à l'origine dans tous les environnements).
- Suppression de /n/ ou /m/ après les voyelles nasales restantes (lorsqu'elles ne sont pas protégées par une voyelle ou une semi-voyelle suivante) : « dent » /dɑ̃/ < */dãt/ < AF dent /dãnt/ < AF précoce */dɛ̃nt/ < dentem.

Les étapes suivantes se sont produites pendant la période du français moderne :
- /ĩ/ > /ẽ/ > /ɛ̃/ > [æ̃] ([ẽɪ̯̃] en français québécois). Cela affecte aussi les diphtongues telles que /ĩẽ/ > /jẽ/ > /jɛ̃/ (« bien » /bjɛ̃/ < bene), /ỹĩ/ > /ɥĩ/ > /ɥɛ̃/ (« juin » /ʒɥɛ̃/ < iūnium) et /õĩ/ > /wẽ/ > /wɛ̃/ (« coin » /kwɛ̃/ < cuneum). Aussi, /ãĩ/ > /ɛ̃/ (« pain » /pɛ̃/ < pānem) et /ẽĩ/ > /ɛ̃/ (« plein » /plɛ̃/ < plēnum).
- /ã/ > /ɑ̃/ > [ɒ̃], mais le son [ã] perdure en français québécois.
- /ũ/ > /ɔ̃/ > [õ] ([õʊ̯̃] en français québécois)
- /ỹ/ > /œ̃/ ([ɚ̃] en français québécois). Au XXe siècle, ce son a une faible charge fonctionnelle et a eu tendance à fusionner avec /ɛ̃/.

Cela ne laisse que quatre voyelles nasales : /ɛ̃/, /ɑ̃/, /ɔ̃/ et /œ̃/, la dernière ne se distinguant souvent plus de la première.